# Marjolijn Mandersloot
Marjolijn Mandersloot (Veldhoven, 1959) is een Nederlandse beeldhouwer. 

## Carrière
Zij studeerde van 1982 tot 1988 aan de Academie voor Industriële Vormgeving in Eindhoven. Ze maakt de beeldhouwwerken samen met haar partner Hans van Wezel. Het oeuvre bestaat voornamelijk uit diersculpturen. Mandersloot speelt met de waarneming door objecten te maken met een verrassende materiaalkeuze of grootte.
Het werk van Mandersloot is opgenomen in verschillende collecties, bijvoorbeeld ING, en is tentoongesteld in groepsexposities bij onder andere de Kunsthal, Museum IJsselstein, Landgoed Anningahof en ArtZuid 2023.
Mandersloot had in 2016 een solo-expositie, Domestic Safari, in het CBK Emmen.

## Werken (selectie)
- Twee hondjes (2002)

## Fotogalerij

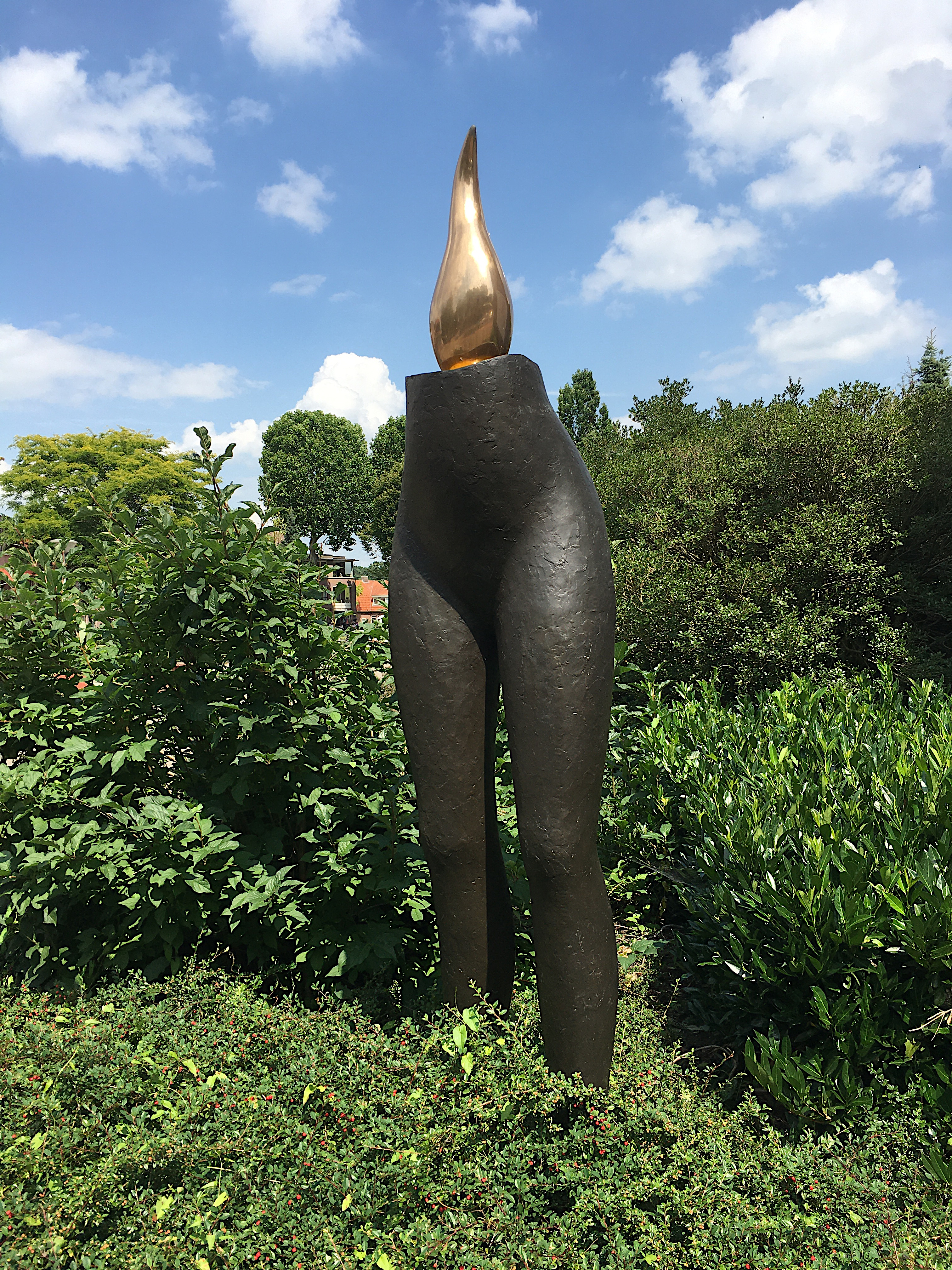
De Vlam van Tivoli (2001, Eindhoven)
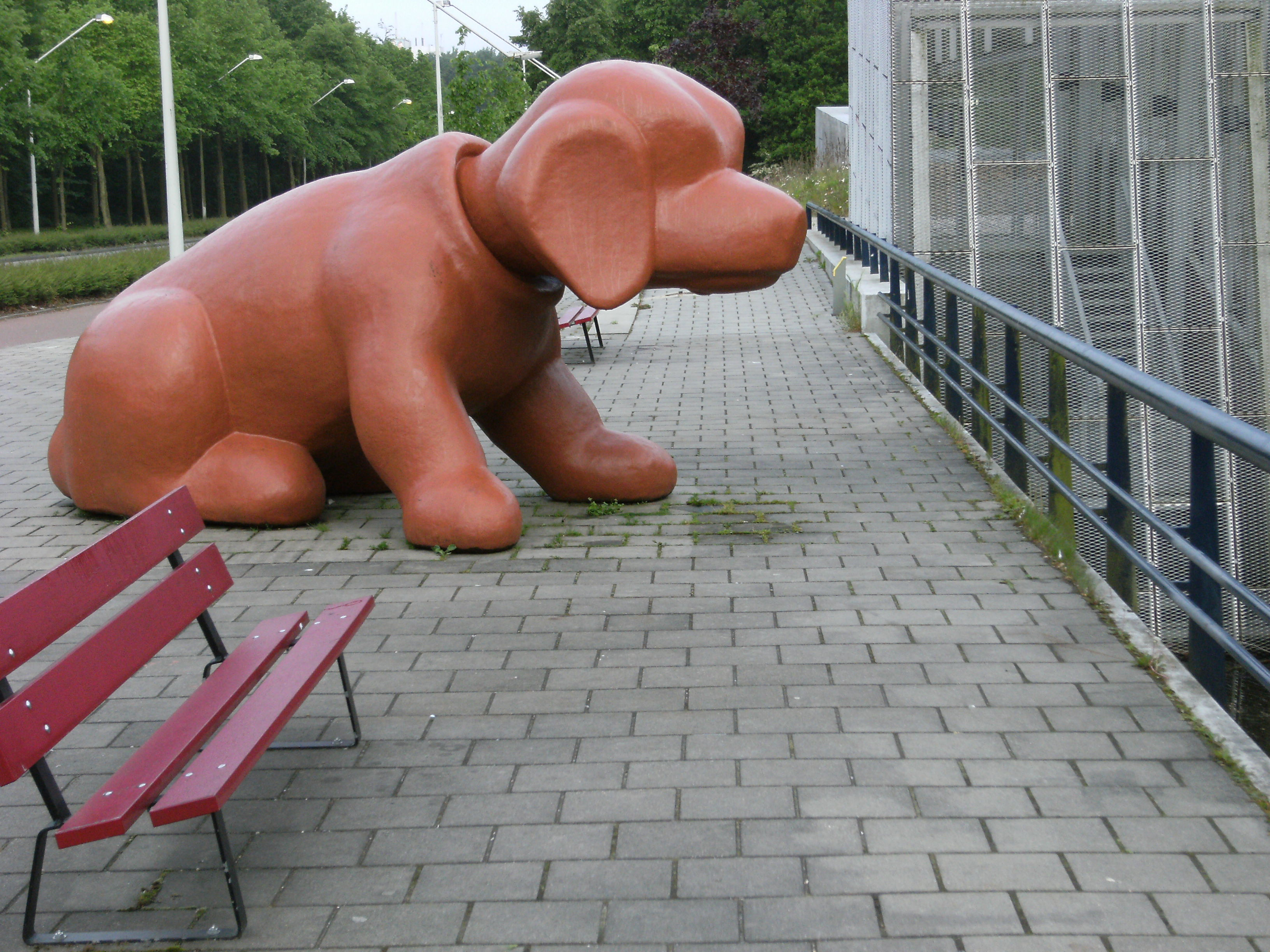
Noordelijke hond van Twee hondjes (2002, Amsterdam)
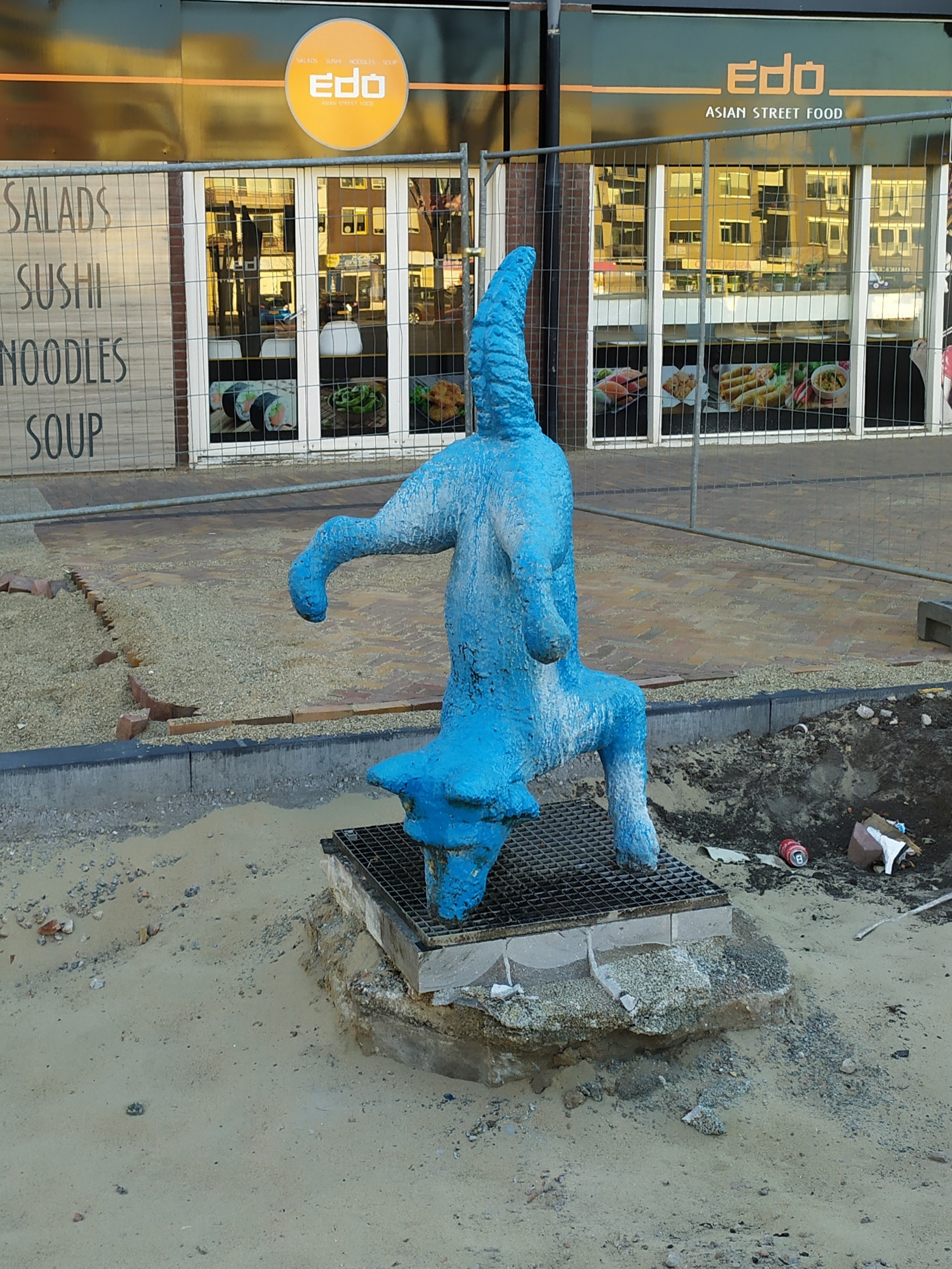
Blauw Hondje (2004, Ede)
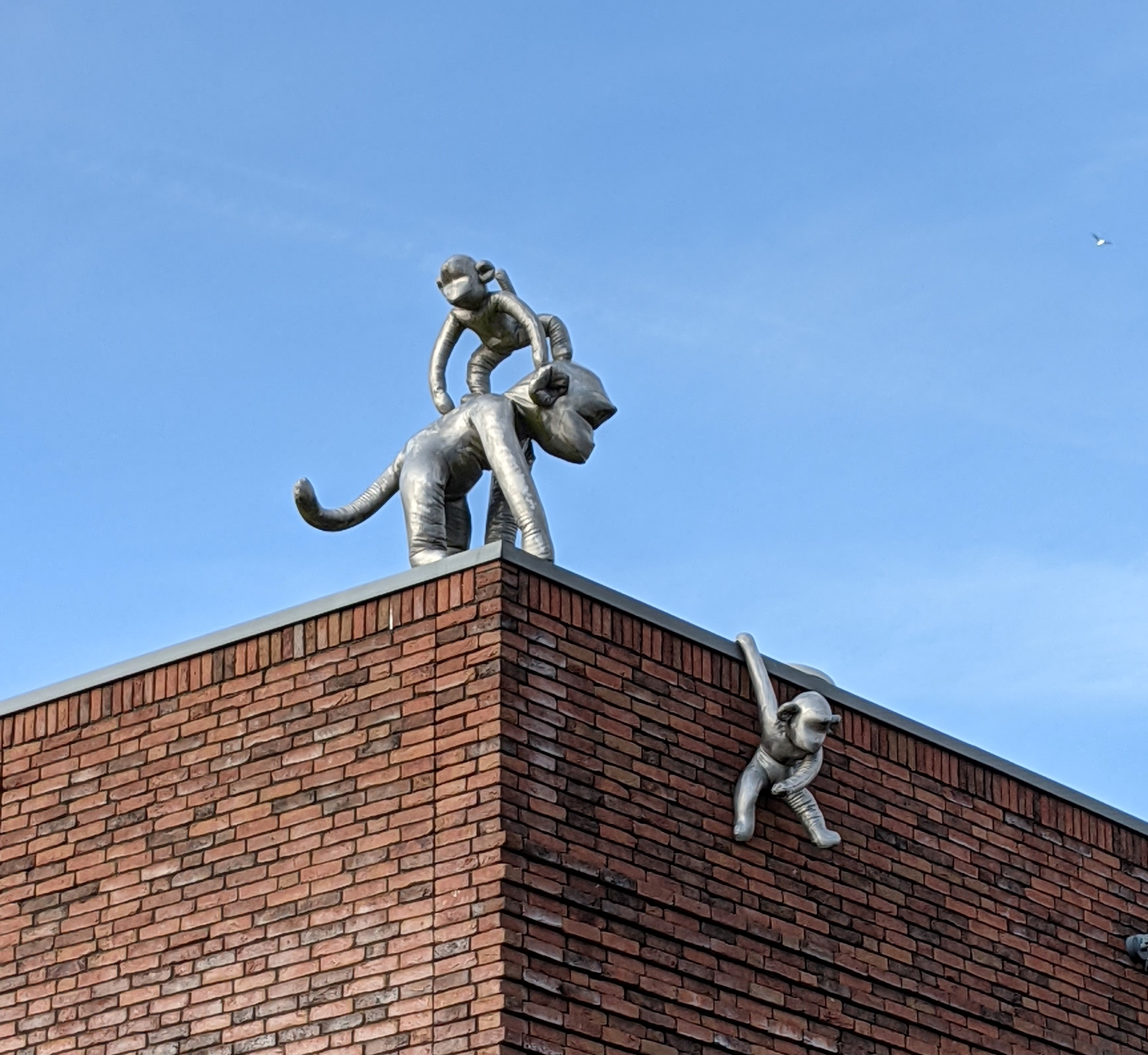
Groep 9 (2006, Arnhem)
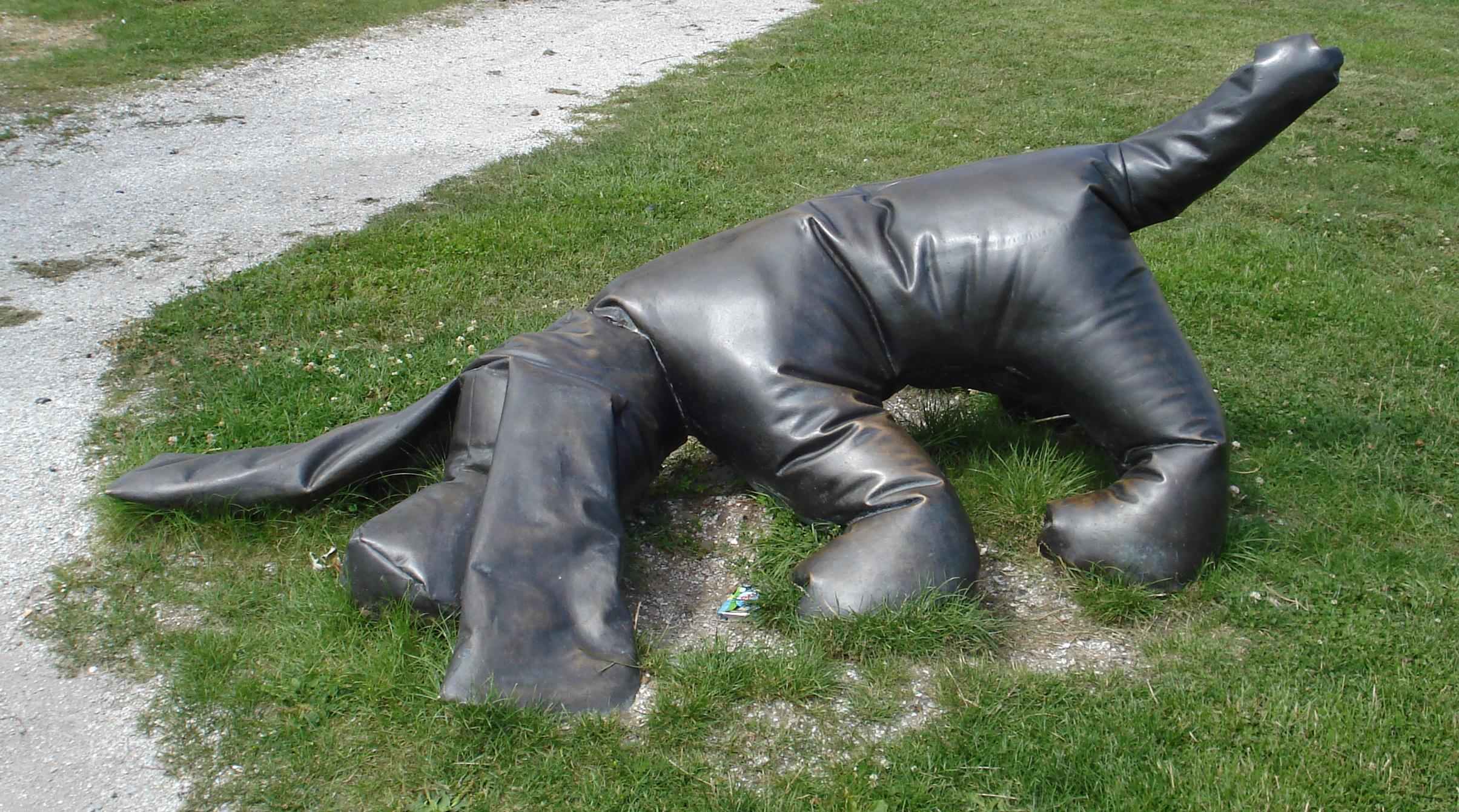
Snöffelen (2006, Schiedam)
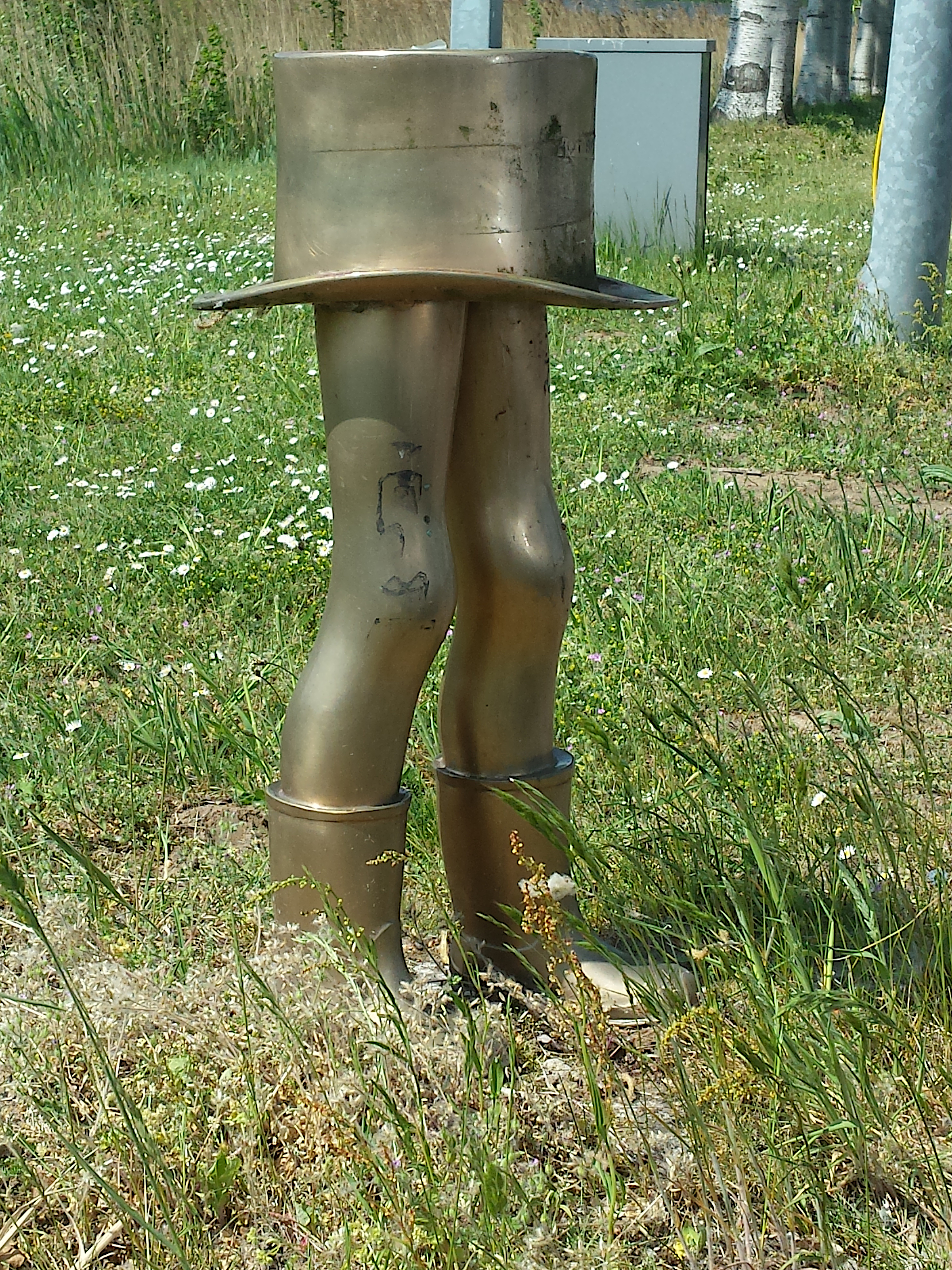
Star Trek (2007, 's-Hertogenbosch)
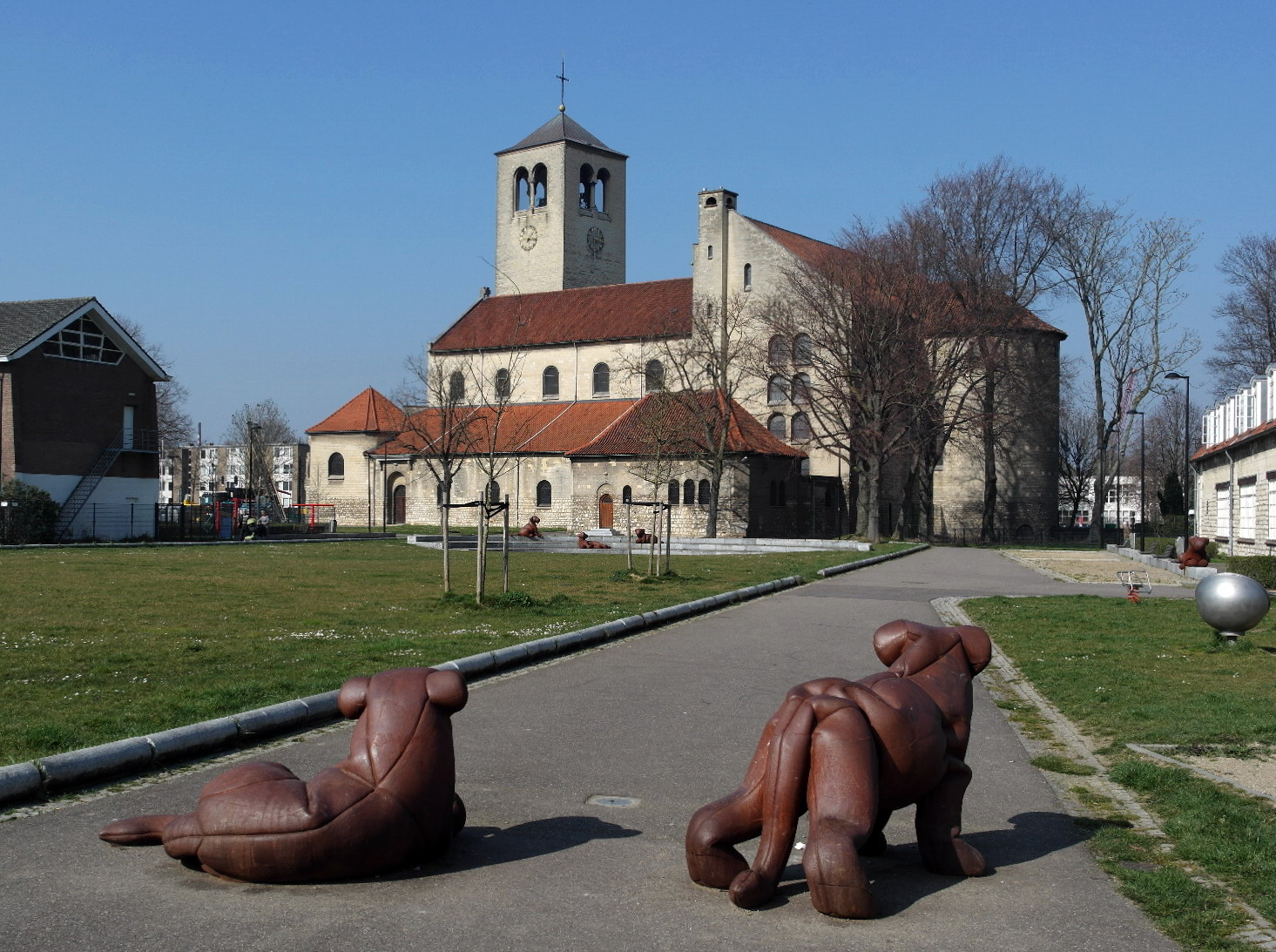
Zes "knuffelleeuwinnen" (2011, Maastricht)
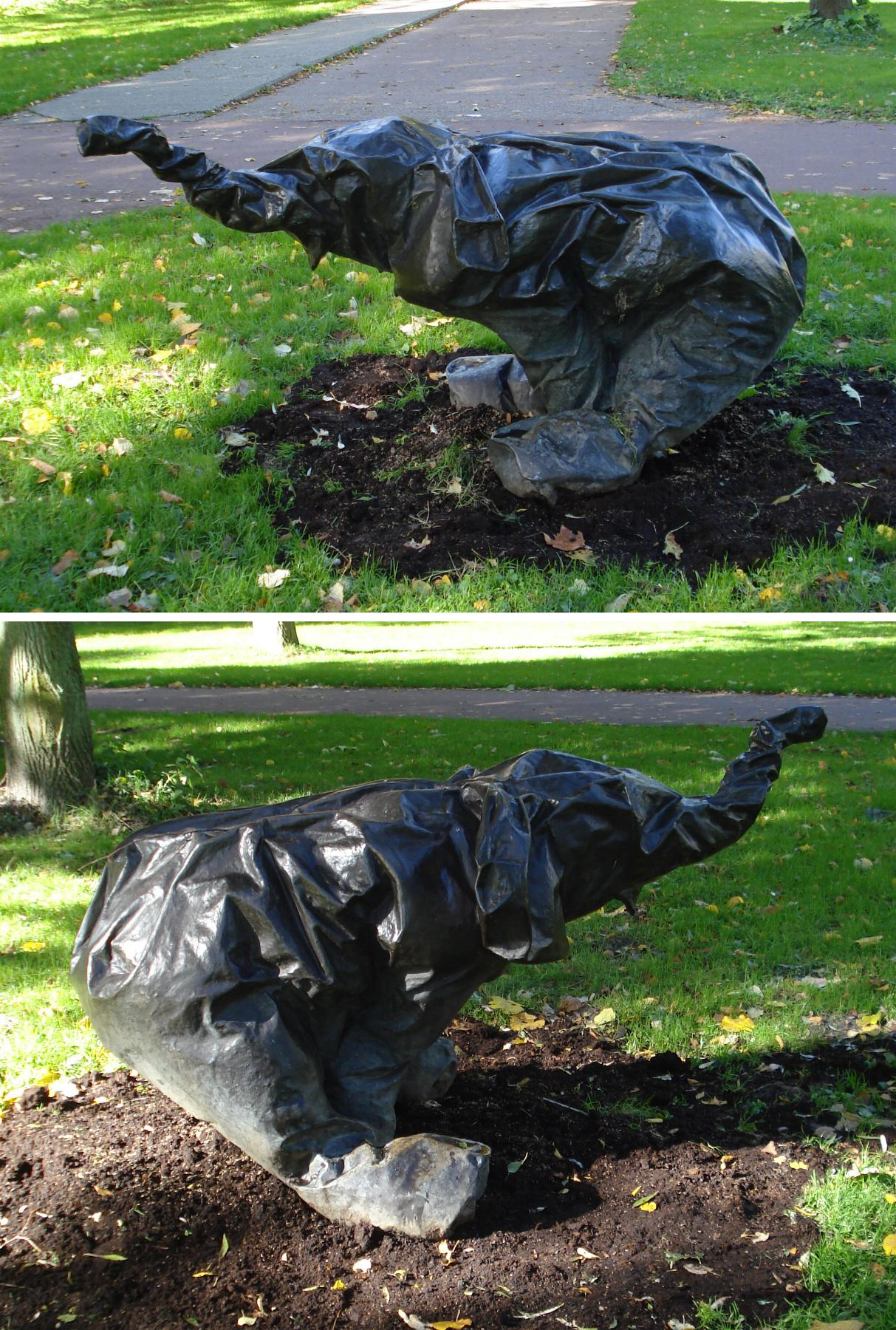
Meet & Greet (2011, Zoetermeer)
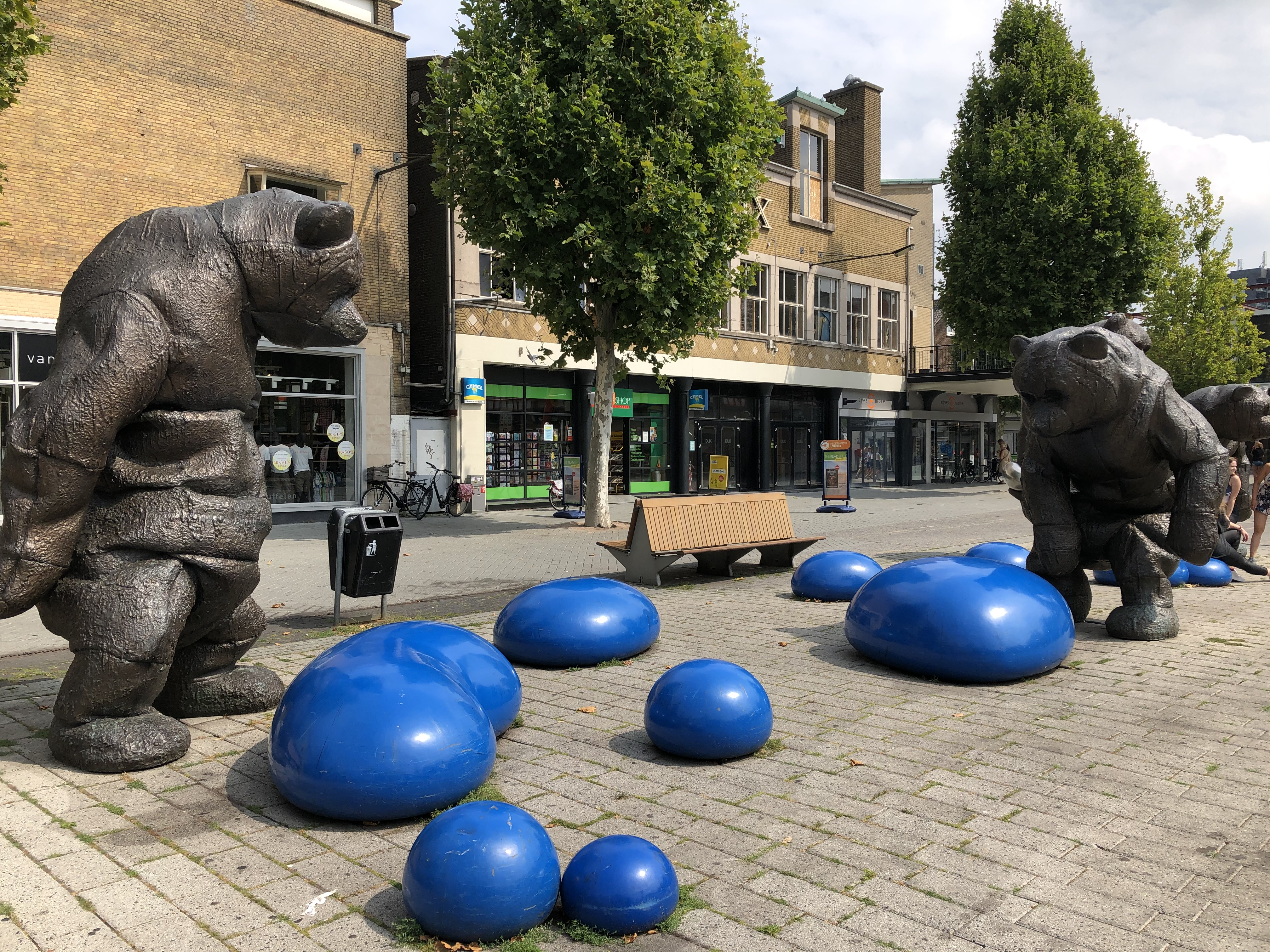
Badgasten (2012, Hengelo)

## Publicaties over het werk van Mandersloot
- Annabelle Birnie en Edwin van Onna, Marjolijn Mandersloot, whodunit, 2014, ISBN 9789491727313
- Gijsbert van der Wal, The Beast in me, 2018, ISBN 9789090309958 (winnaar Best Verzorgde Boek 2018 in de categorie Kunst-, foto-, en architectuurboeken)[9]